# Мала Млинска
Мала Млинска (хрв. Mala Mlinska) је насељено место у општини Велика Трновитица, Бјеловарско-билогорска жупанија, Хрватска.

## Историја
До територијалне реорганизације у Хрватској била је у саставу старе општине Гарешница.

## Становништво
У попису становништва из 2011. године, Мала Млинска је имала 81 становника.
| Број становника према пописима | Број становника према пописима | Број становника према пописима | Број становника према пописима | Број становника према пописима | Број становника према пописима | Број становника према пописима | Број становника према пописима | Број становника према пописима | Број становника према пописима | Број становника према пописима | Број становника према пописима | Број становника према пописима | Број становника према пописима | Број становника према пописима | Број становника према пописима |
| ------------------------------ | ------------------------------ | ------------------------------ | ------------------------------ | ------------------------------ | ------------------------------ | ------------------------------ | ------------------------------ | ------------------------------ | ------------------------------ | ------------------------------ | ------------------------------ | ------------------------------ | ------------------------------ | ------------------------------ | ------------------------------ |
| 1857                           | 1869                           | 1880                           | 1890                           | 1900                           | 1910                           | 1921                           | 1931                           | 1948                           | 1953                           | 1961                           | 1971                           | 1981                           | 1991                           | 2001                           | 2011                           |
| 0                              | 0                              | 0                              | 0                              | 264                            | 0                              | 0                              | 0                              | 211                            | 213                            | 192                            | 150                            | 129                            | 123                            | 86                             | 81                             |

Напомена: Насеље Мала Млинска се појављује у попису из 1900. и од пописа из 1948. надаље. Од 1857. до 1890. а од 1910. до 1931. пријављено је насеље Млинска. Подаци за то некадашње насеље налазе се у насељу Велика Млинска.

### Попис1991.
У попису становништва из 1991. године, Мала Млинска је имала 123 становника, следећег националног састава:
| Попис 1991.‍ | Попис 1991.‍ | Попис 1991.‍ | Попис 1991.‍ | Попис 1991.‍ |
| ----------- | ----------- | ----------- | ----------- | ----------- |
|             |             |             |             |             |
| Хрвати      | Хрвати      |             | 66          | 53,65%      |
| Срби        | Срби        |             | 50          | 40,65%      |
| Југословени | Југословени |             | 5           | 4,06%       |
| Мађари      | Мађари      |             | 1           | 0,81%       |
| Муслимани   | Муслимани   |             | 1           | 0,81%       |
| укупно: 123 |             |             |             |             |